# Lupinus wyethii
Lupinus wyethii är en ärtväxtart. Lupinus wyethii ingår i släktet lupiner, och familjen ärtväxter. Utöver nominatformen finns också underarten L. w. tetonensis.